# Nationaal Park Hövsgöl Nuur
Nationaal Park Hövsgöl Nuur (Mongools: Хөвсгөл нуурын байгалийн цогцолборт газар) is gelegen in de ajmag Hövsgöl in het noorden van Mongolië. Het gebied werd opgericht tot nationaal park op 1 februari 1992 per resolutie van het parlement van de Volksrepubliek Mongolië. Na een uitbreiding in 2011 heeft het nationaal park een oppervlakte van maar liefst 11.756,02 km². Het zoetwatermeer Hövsgöl Nuur valt volledig binnen de grenzen van het nationaal park. In het noorden grenst het aan het in Rusland gelegen Nationaal Park Toenkinski, welke eveneens een zeer groot oppervlak beslaat.

## Kenmerken
Het zoetwatermeer Hövsgöl Nuur is gelegen op een hoogte van 1.645 meter boven zeeniveau en wordt van alle kanten omringd door gebergten. De hoogste bergketens bevinden zich aan de westzijde van het meer, zoals de Bajan-Zu, Hiin Nuuru en Moenkoe-Sardyk. Het Moenkoe-Sardykgebergte loopt langs de Russisch-Mongoolse grens. Hier bevinden zich hoge bergpieken als de Ih-Uula (2.960 m), Uran-Dusj-Uula (2.792 m), Dambisjteg-Uula (3.130 m) en Horǐdol-Sarǐdag (3.093 m). De noordelijke bergketens maken deel uit van de Oostelijke Sajan. In het nationaal park worden dan ook biotopen aangetroffen als kliffen, rotshellingen, gletsjers, rivieren, bergsteppe en bergtaiga gedomineerd door lariksbestanden.

## Dierenwereld
In het nationaal park leven zeldzame diersoorten als het sneeuwluipaard (Uncia uncia), Siberische wapiti (Cervus canadensis sibiricus), rendier (Rangifer tarandus valentinae), Siberisch muskushert (Moschus moschiferus), otter (Lutra lutra) en argali (Ovis ammon). Ook zijn er ongeveer 170 vogelsoorten vastgesteld, waaronder zeldzame soorten als wilde zwaan (Cygnus cygnus), Indische gans (Anser indicus), casarca (Tadorna ferruginea), Pacifische grote zee-eend (Melanitta deglandi stejnegeri), zeearend (Haliaeetus albicilla), visarend (Pandion haliaetus) en jufferkraanvogel (Anthropoides virgo). Zoetwatervissen als taimen (Hucho taimen), Mongoolse vlagzalm (Thymallus brevirostris), kwabaal (Lota lota) en lenok (Brachymystax lenok) behoren tot de vissoorten die men in Hövsgöl Nuur kan aantreffen.

## Toegankelijkheid
Het nationaal park is opgesplitst in verschillende zones. De strikt beschermde gedeelten zijn niet voor het toerisme opengesteld.
De overige delen zijn toegankelijk mits men in het bezit is van een entreebewijs. Deze zijn te verkrijgen bij de ingang van het nationaal park of de administratie van het nationaal park, welke gevestigd is in de plaats Hatgal. Anno 2007 kostten entreebewijzen 3.000 MNT per persoon per dag en 8.000 MNT per voertuig.
Altaj Tavan Bogd · 
Bulgan Gol · 
Darĭganga · 
Gorhi-Terelzj · 
Govĭ Gurvan Sajhan · 
Hangajn Nuruu · 
Han Höhii · 
Har Us Nuur · 
Horgo-Terhiin Tsagaan Nuur · 
Högnö-Tarna · 
Hövsgöl Nuur · 
Hustain Nuruu · 
Ih Bogd Uul · 
Ih Gazryn Tsjuulu · 
Mjangan Ugalzatyn · 
Mongol Els · 
Mönhhajrhan Uul · 
Nojon Hangaj · 
Öndörhaan Uul · 
Onon Balzj · 
Orhony Hödii · 
Siilhemiin Nuruu · 
Tarvagatajn Nuruu · 
Tengis-Sjesjgediin Golyn Aj Sav · 
Tsambagarav Uul · 
Tsjigertejn Golyn Aj Sav · 
Tuzjiin Nars · 
Ulaagtsjiny Har Nuur · 
Zar Bajdgariin Golyn Ehen Sav